# Bagneux (Allier)
Bagneux ist eine französische Gemeinde mit 339 Einwohnern (Stand: 1. Januar 2022) im Département Allier in der Region Auvergne-Rhône-Alpes.Sie gehört zum Kanton Moulins-1 im Arrondissement Moulins. Die Einwohner werden Bagnolais genannt.

## Lage
Die Gemeinde Bagneux liegt in der historischen Provinz Bourbonnais, etwa 14 Kilometer nordwestlich des Stadtzentrums von Moulins am Ufer des Allier, der die Gemeinde teilweise im Osten begrenzt. Nachbargemeinden von Bagneux sind Aubigny im Nordwesten und Norden, Villeneuve-sur-Allier im Osten, Montilly im Süden sowie Agonges im Südwesten und Westen.

## Bevölkerungsentwicklung
| Jahr                       | 1962 | 1968 | 1975 | 1982 | 1990 | 1999 | 2006 | 2014 | 2022 |
| Einwohner                  | 328  | 293  | 240  | 234  | 276  | 280  | 255  | 322  | 339  |
| Quellen: Cassini und INSEE |      |      |      |      |      |      |      |      |      |

## Sehenswürdigkeiten
- Romanische Kirche Saint-Paul
- Reste der Turmhügelburg